# 贺惟一
賀惟一（1301年—1363年），名惟一，字允中，元朝陝西鄠縣（今户县）人，初賀姓，奉帝敕，賜姓名為拓拔太平，人稱賀太平。元惠宗时代丞相，後忤皇后奇氏，被貶，后賜死。
祖父賀仁傑、其父賀勝，皆元朝功臣。

## 生平
父親賀勝冤死，賀惟一（太平）年尚幼，泰定帝為賀勝平反雪冤，而抚恤賀惟一（太平）。
少年時師從趙孟頫、吕弼，曾任《辽史》、《金史》、《宋史》三史之總裁官。
至正七年（1347年）农历十一月，元惠宗任命賀惟一（太平）为中书左丞相，賀惟一為中书右丞相搠思監所忌。
至正九年（1349年）农历七月，元惠宗罢免賀惟一（太平）中书左丞相职务，改任任命为翰林学士承旨。
脱脱第一次罢相后，出居西土。会其父马札儿台卒，賀惟一（太平）力请令脱脱归葬，以全孝道。左右以为难，賀惟一（太平）说：“脱脱乃心王室，大义灭亲，今父殁而不克奔讣，为善者不几于怠乎！”为之固请，以故脱脱得还。脱脱既得还朝，即拜为太傅，然不知賀惟一（太平）之有德于己也，因汝中柏谗间成隙，遽欲中伤之。是时，中书参政孔思立等皆一时名人，賀惟一（太平）所拔用者，悉诬以罪黜去。
1349年农历七月，賀惟一（太平）被罢为翰林学士承旨，既又诬劾其过失，而并论其子也先忽都不宜僭娶宗室女。脱脱之母闻之，对脱脱兄弟说：“太平好人也，何害于汝而欲去之。汝兄弟若违吾言，非吾子也。”侍御史撒马笃扬言于朝说：“御史欲害正人，坏台纲，如天下后世何？”即卧病不起。故吏田复劝太平自裁，賀惟一（太平）说：“吾无罪，当听于天，若自杀，则诚有慊矣。”遂还奉元，杜门谢客，以书史自适。
河南盗起，至正十五年（1355年），诏命太平为江浙行省左丞相。未行，改为淮南行省左丞相，兼知行枢密院事，总制诸军，驻于济宁。
奇皇后想讓自己的兒子當皇帝，遣亲信太监朴不花告知賀惟一，欲與之結交，但贺惟一“依违而已”。奇氏皇后便在皇帝面前說賀的壞話，賀於是贬往西藏，不久遣使者逼令自裁。賀惟一（太平）至东胜，赋诗一篇，乃自杀，终年六十三岁。至正二十七年（1367年），监察御史為其平反，辩其非辜，请加褒赠。 
其子也先忽都，“少好学，有俊才”，曾任“知枢密院事”。

## 延伸阅读
[在维基数据编辑]
 《元史·卷140》，出自宋濂《元史》
 《新元史/卷175》，出自柯劭忞《新元史》